# Friedrich Wilhelm Helle

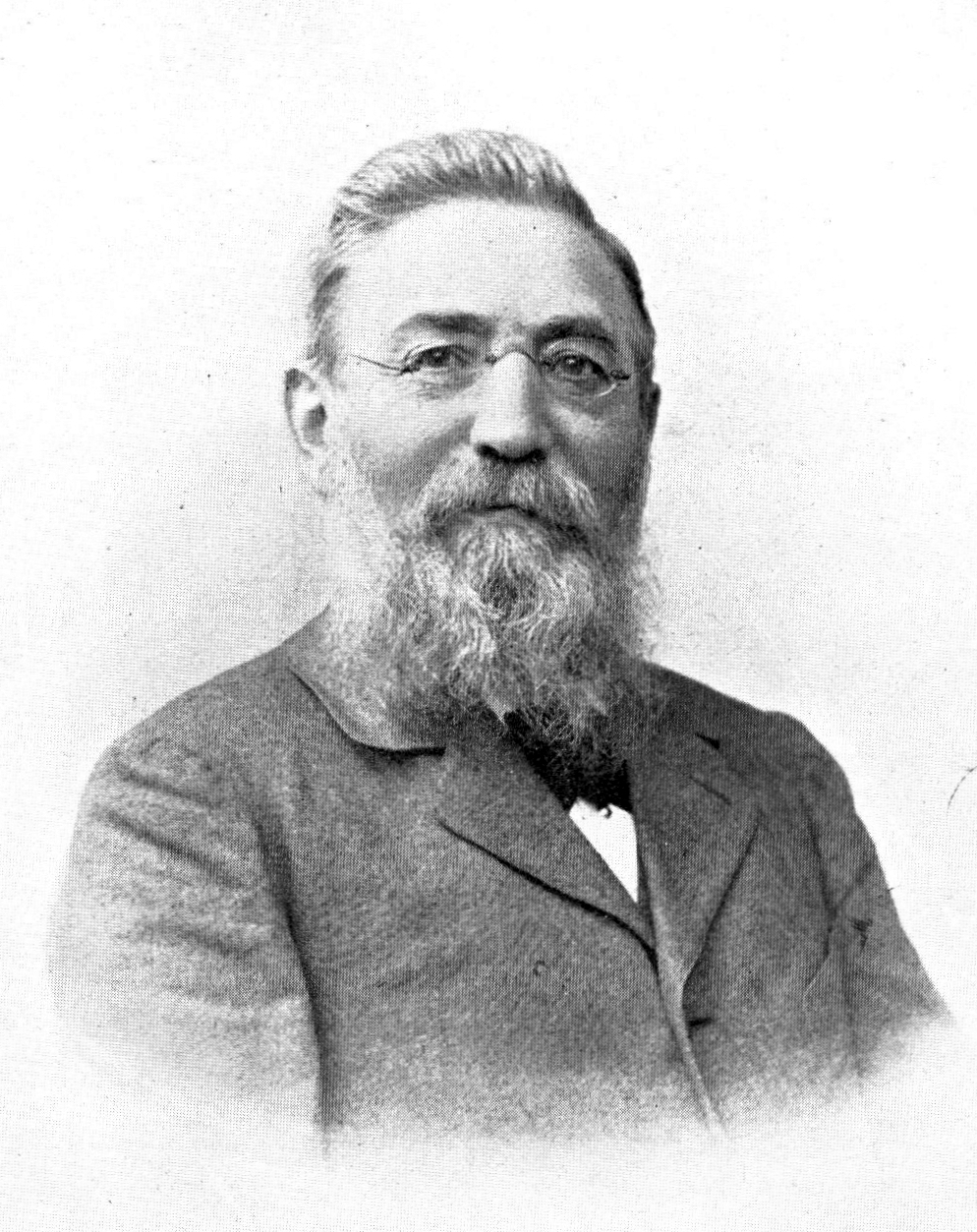
FW Helle vor 1900

Friedrich Wilhelm Helle (* 28. Oktober 1834 in Bökenförde bei Lippstadt; † 4. August 1901 in München) war ein deutscher Dichter und Journalist.

## Leben
Vierzehn Tage vor Helles Geburt wurde das väterliche Anwesen in Rüthen durch einen Brand zerstört. Die Eltern zogen deshalb zu den Eltern der Mutter nach Bökenförde (damals Böckenförde, heute Stadtteil von Lippstadt), wo Helle am 28. Oktober 1834 das Licht der Welt erblickte. Im Jahre 1836 zog die Familie dann zurück in die Heimatstadt Rüthen, in der sein Vater als Schmiedemeister und Landwirt arbeitete. Der junge Helle wurde mit 10 Jahren in die Obhut eines Oheims mütterlicherseits, des Pfarrers Liese in Hallenberg, gegeben. Nach dessen Tod im Jahre 1849 kehrte Helle nach Rüthen zurück.
Wegen seiner schwachen Gesundheit musste Helle seine Studien unterbrechen. Darum erlernte er das Buchbinderhandwerk. Seine Studien nahm er mit 18 Jahren zunächst privat wieder auf, besuchte später dann die Gymnasien in Warendorf und in Brilon. Aus dieser Zeit stammen auch die ersten bekannten Veröffentlichungen: Sechs Gedichte in der Lippstädter Zeitung Der Patriot. Ferner besuchte er ein Semester lang die Akademie in Münster. Er übernahm eine Stelle als Hauslehrer auf einem westfälischen Gut, setzte jedoch seine Studien ein Jahr später in München und Wien fort. Hier war er bis 1867 als Hauslehrer tätig. In seiner Studienzeit hörte Helle Vorlesungen über klassische Philologie, über deutsche, spanische und orientalische Literatur und beschäftigte sich mit den afrikanischen Negermythologien.
Die Unterstützung einiger Gönner ermöglichten Helle einen Aufenthalt in Rom. Vom Januar 1869 bis zum September 1870 weilte er in der Ewigen Stadt. Nach seiner Rückkehr in die Heimat sah er sich durch den Tod seines Vaters gezwungen, einem Broterwerb nachzugehen. Seit 1871 redigierte er die „Dortmunder Volkszeitung“, seit 1872 die „Coblenzer Volkszeitung“, seit Oktober 1872 die „Saar-Zeitung“ in Saarlouis, vom Mai 1873 bis 1876 die „Schlesische Volkszeitung“ in Breslau, 1877 bis 1880 die „Frankenstein-Münsterberger Zeitung“ in Frankenstein. Spätestens seit Beginn seiner Tätigkeit als Journalist stellte Helle seinem Namen ein „Dr.“ voran. Allerdings konnte bisher eine Promotion nicht nachgewiesen werden.
Die drohende Klage wegen „Vergehens gegen die Religion“ bewegte Helle zur Auswanderung nach Jauernig in Österreichisch-Schlesien. Unterstützt durch den Fürstbischof von Breslau, der ihm 1881 für vier Jahre eine jährliche Zahlung von 1500 Gulden gewährte, arbeitete er hier an der Fortsetzung seines Hauptwerkes „Jesus Messias“. 1883 und 1884 lebte Helle dann in Ossegg (Böhmen). Dort konnte er die umfangreiche Bibliothek des Zisterzienserstifts für seine Arbeit nutzen. Von 1884 bis 1887 lebte er in Teplitz, redigierte dann bis Januar 1891 die „Salzburger Chronik“ und später die „Deutsche Volksschrift“ in Bilin bei Teplitz.
Im September 1892 zog Helle nach Dresden, damit sein Sohn Joseph bessere ärztliche Hilfe bekam. Nach dessen Tod zog er nach München. Hier war er kaum bekannt.
Helle ist als Dichter der letzten deutschen Messiade in Hexametern bekannt und war überwiegend Epiker.

## Werke
Epik

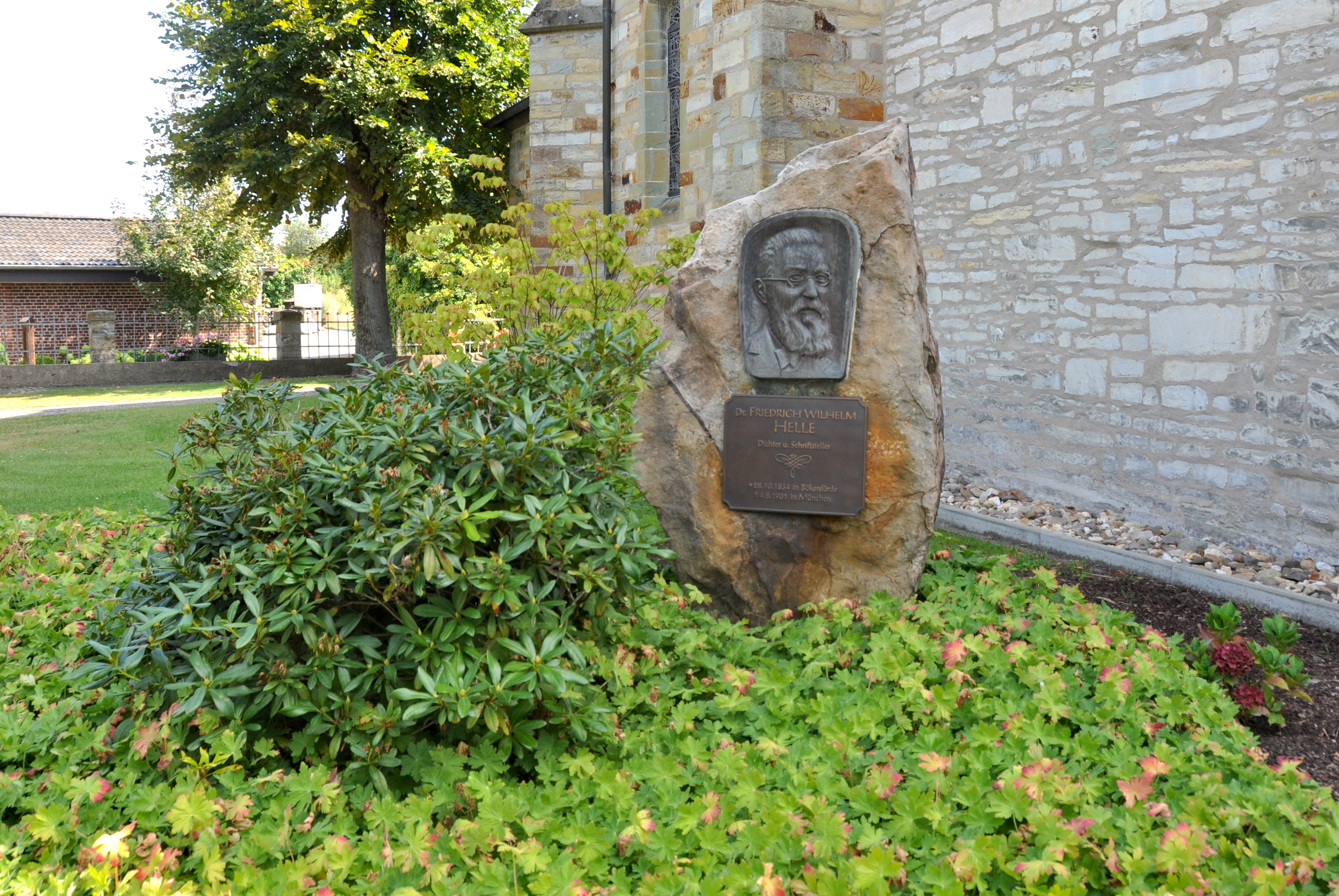
Denkmal für Friedrich Wilhelm Helle in Bökenförde

- Maria Antoinette. Eine episch-lyrische Dichtung. Wien: Seidel 1866
- Minneleben. Eine romantische Dichtung. Münster: Russel 1867
- Mathilde von Meißen. (Ein Minneleben) Lyrisch-epische Dichtung aus der Zeit der Kreuzzüge. München: Helle 1921
- Kalanyas Völkersang. Mittelafrikanischer Schöpfungsmythus. Epische Dichtung. Heiligenstadt: Cordier 1894
- Jesus Messias. Eine christologische Epopöe. 3 Bde. Heiligenstadt: Cordier 1896
- Die Schöpfung. Epische Dichtung. Prolog zu „Jesus Messias“. Donauwörth: Auer 1899
- Der Antichrist. Aus dem Nachlass hrsg. v. Ansgar Pöllmann, In: Gottesminne 1, 1903, 322 ff. u. a.; 2, 1904, 93 ff. u. a.

Lyrik
- Bruderliebe und fünf weitere Gedichte. In: Der Patriot, Lippstadt 1855-08-05 und später
- Mahnrufe an das deutsche Volk. Patriotische Gedichte aus den Jahren 1857–66. Wien: Lechner 1866
- Rom. Katholische Dichtungen. Wien: Mechitharisten 1869
- Roms Hymnen und Klagen. Dortmund: Lensing 1870
- Marien-Preis. Lieder zur Verherrlichung der allerseligsten Jungfrau. Eine Festgabe zum 25jährigen Jubiläum des Dogmas der Unbefleckten Empfängniß Mariä. Neisse: Huch 1879 (1903, 1906)

Prosa (z. T. unter dem Pseudonym Dr. Lucius):
- Christkindleins Wanderung. Christliche Weihnachtsmärchen. Gleiwitz 1875 (1882, 1904)
- Belletristik und Socialreform. In: Monatsschrift für Christliche Social-Reform. 1895 Heft 9ff
- Der große Kirchenhistoriker Schuhmeier. In: Grazer Volksblatt. 1898 Nr. 129ff
- Die Charwoche zu Rom. In: Salzburger Chronik. 1887 Nr. 68–77
- Freund Liberalismus. In: Monatsschrift für Christliche Social-Reform. 1894 Heft 2ff